# Pierre Semard

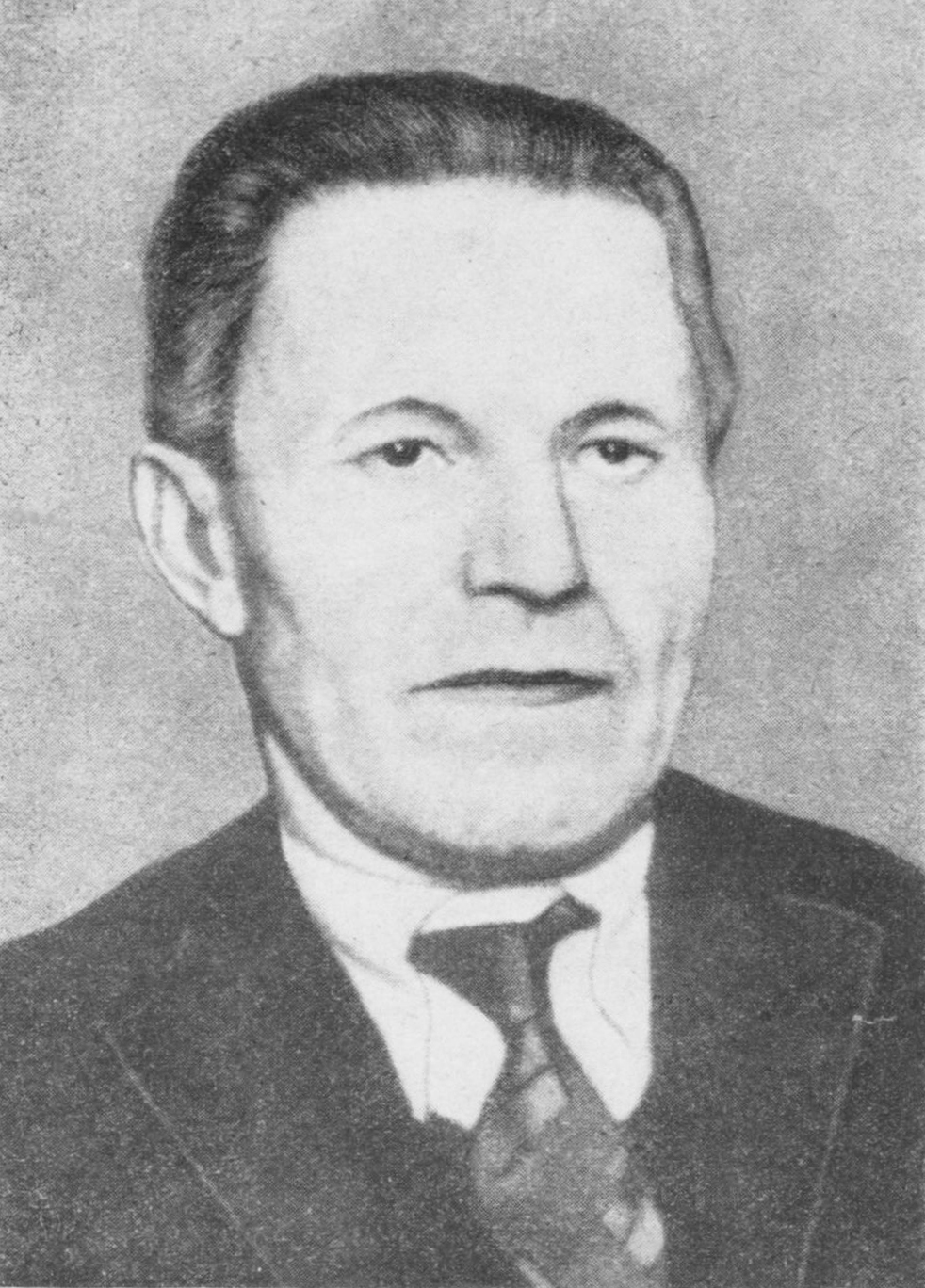

Pierre Semard (ur. 15 lutego 1887, zm. 7 marca 1942), francuski polityk, kolejarz, anarchosyndykalista.
W 1916 wstąpił do SFIO (Oddziału Francuskiego Międzynarodówki Robotniczej), a w 1920 – do Francuskiej Partii Komunistycznej (PCF), której był sekretarzem generalnym od 1924 do 1929. W 1939 został uwięziony przez władze francuskie, a później rozstrzelany przez narodowych socjalistów.